# Лукас Веріссіму
Лукас Веріссіму (порт. Lucas Veríssimo, нар. 2 липня 1995, Жундіаї) — бразильський футболіст, центральний захисник «Бенфіки». На умовах оренди виступає за «Корінтіанс».

## Ігрова кар'єра
Народився 2 липня 1995 року в місті Жундіаї. Вихованець юнацьких команд футбольних клубів «Жозе Боніфасіу», «Ліненсе» та «Сантус».
26 березня 2015 року захисник підписав контракт з «Сантусом» терміном до квітня 2017 року. 28 листопада футболіст вперше потрапив до заявки першої команди на матч чемпіонату з «Васко да Гамою», але головний тренер команди Дорівал Жуніор на поле його не випустив. 23 січня 2016 року Веріссіму дебютував в основному складі «Сантоса» в матчі чемпіонату штату Сан-Паулу з «Сан-Бернарду» (1:1), вигравши з командою цей трофей. 2 березня він продовжив контракт з клубом до грудня 2019 року. 14 вересня він дебютував у серії А, замінивши в кінці зустрічі з «Ботафого» Лукаса Ліму. 16 березня 2017 року Лукас Веріссіму дебютував в Кубку Лібертадорес проти клубу «Зе Стронгест» (2:0). 8 червня 2020 року Веріссіму продовжив контракт із «Сантусом» до грудня 2024 року. Всього захисник провів у рідному клубі п'ять сезонів, взявши участь рівно у 100 матчах чемпіонату Бразилії.
14 січня 2021 року Веріссіму підписав контракт з португальською «Бенфікою», яка заплатила за гравця 6,5 млн євро. Втім за угодою бразилець міг приєднатись до нової команди лише після фіналу Кубка Лібертадорес 30 січня, в цій зустрічі «Сантос» програв «Памейрасу» 0:1 і не здобув трофей.
18 лютого 2021 року Веріссіму дебютував за португальську команду в матчі Ліги Європи УЄФА проти лондонського «Арсеналу» (1:1), а забив свій перший гол у футболці «Бенфіки» 8 березня в грі з «Белененсешем» (3:0) в чемпіонаті країни.

## Досягнення

### Клубні
- Чемпіон штату Сан-Паулу (1): 2016
- Чемпіон Португалії (1): 2022-23
- Володар Кубка зірок Катару (1): 2024-25

### Особисті
- Володар «Срібного м'яча» Бразилії (1): 2019[13]
- У символічній збірній Кубка Лібертадорес: 2020[14]